# دیوید سارکانیس
دیوید سارکانیس (انگلیسی: Deivids Sarkanis؛ زادهٔ ۱۷ نوامبر ۱۹۹۴) یک بازیکن هاکی روی یخ اهل لتونی است.